# وارين ميرفي
وارين ميرفي (بالإنجليزية: Warren Murphy)‏‏ (13 سبتمبر 1933 في جيرسي سيتي - 4 سبتمبر 2015 في فيرجينيا بيتش، فيرجينيا) كاتب، وروائي، وكاتب سيناريو، وكاتب خيال علمي من الولايات المتحدة.

## الجوائز
- جائزة إدغار

## روابط خارجية
- وارين ميرفي على موقع IMDb (الإنجليزية)
- وارين ميرفي على موقع قاعدة بيانات الفيلم (الإنجليزية)